# Maracalagonis
Maracalagonis is een gemeente in de Italiaanse provincie Cagliari (regio Sardinië) en telt 6961 inwoners (31-12-2004). De oppervlakte bedraagt 101,5 km², de bevolkingsdichtheid is 69 inwoners per km².

## Demografie
Maracalagonis telt ongeveer 2475 huishoudens. Het aantal inwoners steeg in de periode 1991-2001 met 12,5% volgens cijfers uit de tienjaarlijkse volkstellingen van ISTAT.
| Jaar | Inwoneraantal |
| ---- | ------------- |
| 1991 | 5982          |
| 2001 | 6731          |

## Geografie
Maracalagonis grenst aan de volgende gemeenten: Castiadas, Quartu Sant'Elena, Quartucciu, Sinnai, Villasimius.

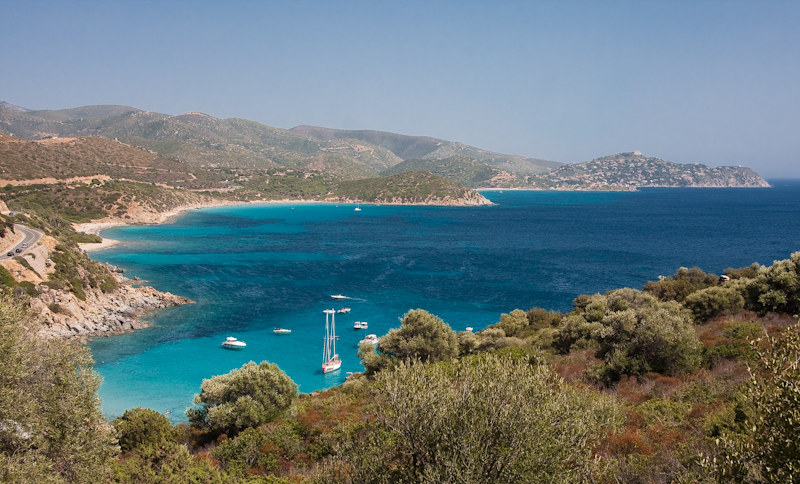
Zee bij Spiagga Genn'e

Armungia · Assemini · Ballao · Barrali · Burcei · Cagliari · Capoterra · Castiadas · Decimomannu · Decimoputzu · Dolianova · Domus de Maria · Donòri · Elmas · Escalaplano · Escolca · Esterzili · Gergei · Gesico · Goni · Guamaggiore · Guasila · Isili · Mandas · Maracalagonis · Monastir · Monserrato · Muravera · Nuragus · Nurallao · Nuraminis · Nurri · Orroli · Ortacesus · Pimentel · Pula · Quartu Sant'Elena · Quartucciu · Sadali · Samatzai · San Basilio · San Nicolò Gerrei · San Sperate · San Vito · Sant'Andrea Frius · Sarroch · Selargius · Selegas · Senorbì · Serdiana · Serri · Sestu · Settimo San Pietro · Seulo · Siliqua · Silius · Sinnai · Siurgus Donigala · Soleminis · Suelli · Teulada · Ussana · Uta · Vallermosa · Villa San Pietro · Villanova Tulo · Villaputzu · Villasalto · Villasimius · Villasor · Villaspeciosa
1. ↑  https://demo.istat.it/?l=it.